# یونیفورم بسکتبال

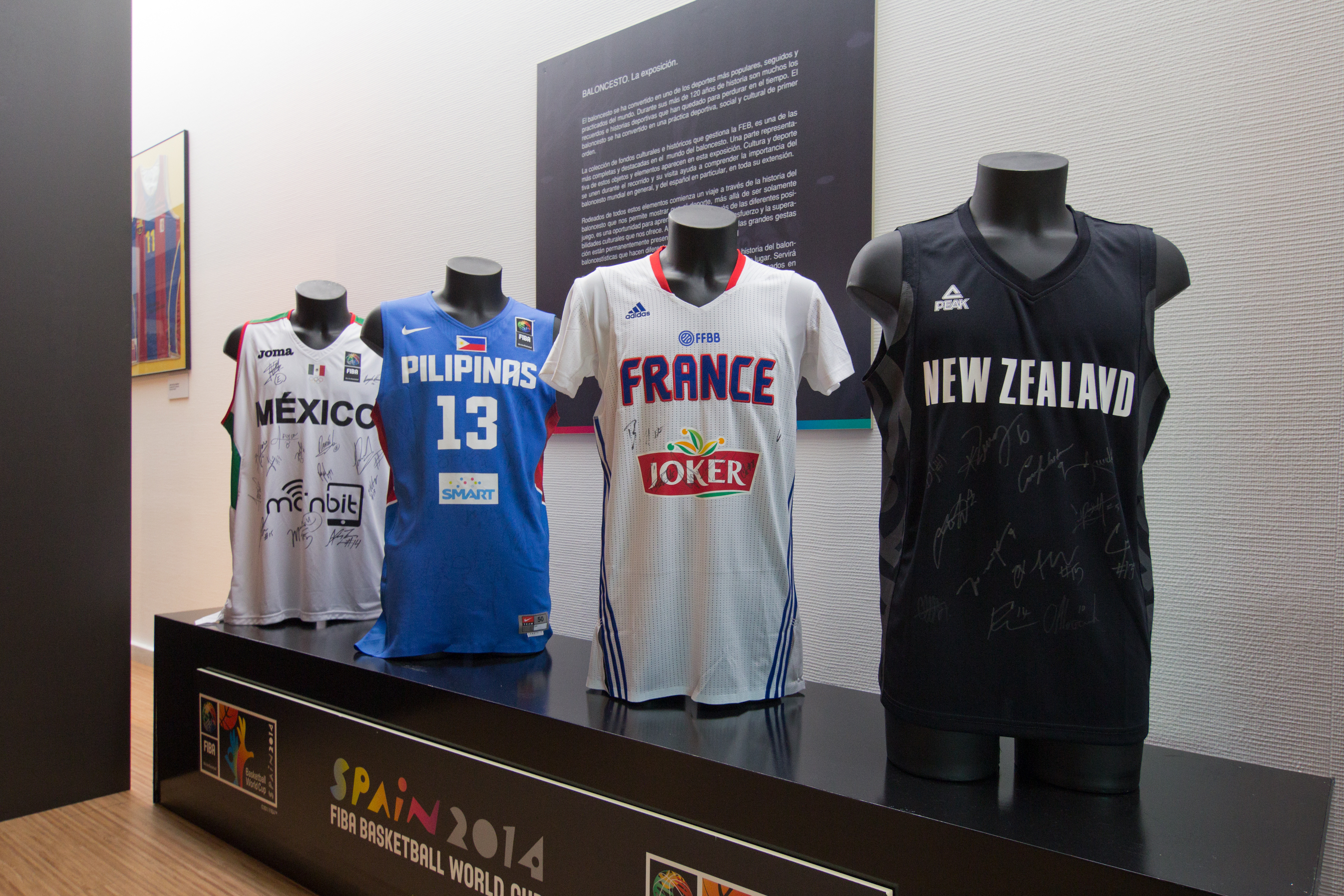
برخی از یونیفورم‌های تیم ملی در تالار مشاهیر فیبا

 یونیفورم بسکتبال نوعی یونیفورم است که توسط بازیکنان بسکتبال پوشیده می‌شود. یونیفورم‌های بسکتبال شامل یک دست لباس ورزشی است که شماره و معمولاً نام خانوادگی بازیکن در پشت آن نوشته شده، به همراه شورت و کفش ورزشی. درون تیم‌ها، بازیکنان یونیفورم‌هایی با رنگ‌های تیم را می‌پوشند؛ تیم میزبان معمولاً یونیفورم‌های رنگ روشن‌تر را می‌پوشد و تیم مهمان یونیفورم‌های رنگ تیره‌تر را به تن می‌کند.
لیگ‌های مختلف بسکتبال مشخصات متفاوتی برای نوع یونیفورمی که مجاز به استفاده در زمین است، دارند. در ابتدای تاریخ ورزش بسکتبال، این بازی با هر نوع پوشاک ورزشی انجام می‌شد، اما تا اوایل قرن بیستم، یونیفورم‌های ویژه‌ای برای بازیکنان بسکتبال توسعه و به بازار عرضه شد. سبک، برش و تناسب یونیفورم‌های بسکتبال در دهه‌های بعدی تغییر کرد و غالباً تحت تأثیر روندهای مد عمومی آن زمان قرار داشت.

## تاریخچه

### جوراب‌ها و شورت‌ها

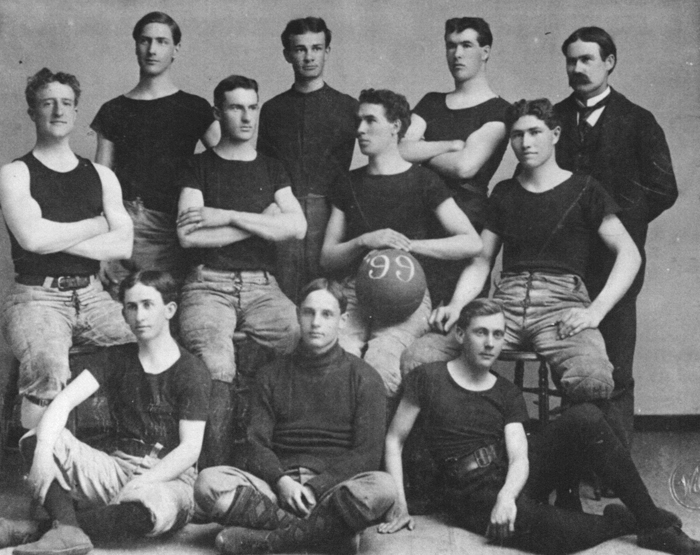
تیم بسکتبال دانشگاه کانزاس در سال ۱۸۹۹، با یونیفورم‌های دارای جوراب‌های بدون آستین و شلوارهای بلند

در ابتدا، بسکتبال با هر نوع پوشاک ورزشی از جمله دستکش ورزشی تا یونیفورم‌های فوتبال بازی می‌شد. اولین یونیفورم‌های رسمی بسکتبال که در کاتالوگ اسپالدینگ در سال ۱۹۰۱ به نمایش درآمد، شامل سه نوع شلوار بود: شلوارهای پددار تا زانو که مشابه شلوارهایی بودند که برای بازی فوتبال استفاده می‌شد، به علاوه شلوارهای کوتاه‌تر و جوراب‌های تا زانو. دو نوع جوراب پیشنهادی وجود داشت: یکی با آستین‌های چهار قسمتی و دیگری بدون آستین.
شلوارهای بلند بعدها در دهه ۱۹۲۰ به شورت‌های متوسط طول تبدیل شد و تا دهه ۱۹۳۰، مواد استفاده شده برای جوراب‌ها از پشم سنگین به پلی استر و نایلون سبک‌تر تغییر یافت. در دهه‌های ۱۹۷۰ و ۱۹۸۰، یونیفورم‌ها تنگ‌تر و شورت‌ها کوتاه‌تر شدند که با روندهای مد عمومی این دو دهه هم‌راستا بود. در این زمان، یونیفورم‌های بسکتبال زنان از یونیفورم‌های آستین‌دار بلند به جوراب‌های با سبک بدون آستین مشابه یونیفورم‌های مردان تغییر یافت که عضلات بازیکنان را به‌طور واضح‌تری نمایش می‌داد.

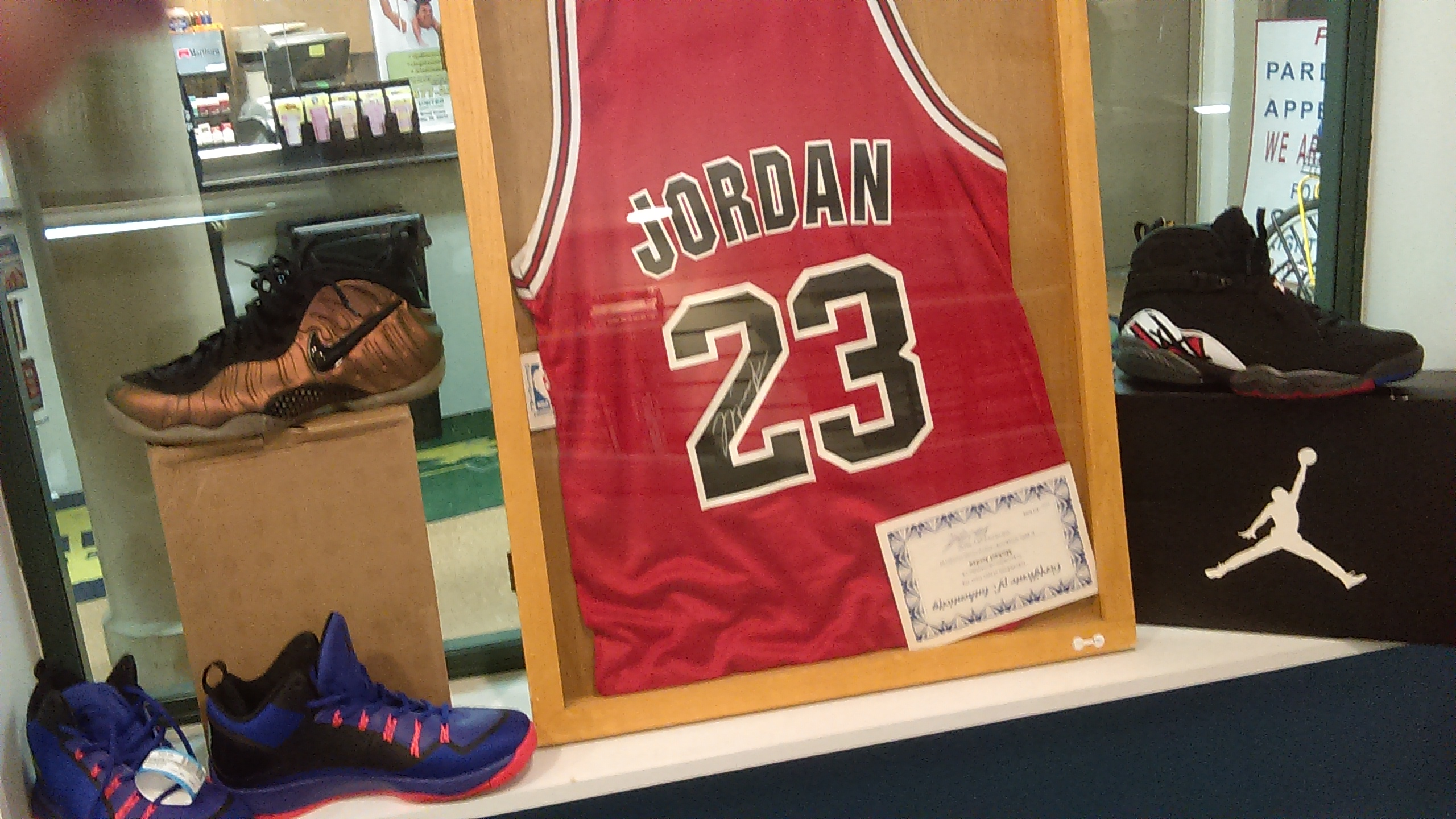
جوراب و کفش‌های مایکل جردن در دوران بازی او با شیکاگو بولز

 در سال ۱۹۸۴، مایکل جردن درخواست شورت‌های بلندتر را کرد و به محبوبیت حرکت از شورت‌های تنگ و کوتاه به سمت شورت‌های بلندتر و گشادتر که امروزه توسط بازیکنان بسکتبال پوشیده می‌شود، کمک کرد. در طول دهه ۱۹۹۰، یونیفورم‌های بسکتبال تحت تأثیر فرهنگ هیپ‌هاپ قرار گرفت و شورت‌ها بلندتر و گشادتر شدند، رنگ‌های تیم‌ها روشن‌تر شد و طراحی‌ها بیشتر به سمت زرق و برق و جواهرات رپرها گرایش پیدا کرد.
در آستانه قرن بیست و یکم، یونیفورم‌های بسکتبال حتی بزرگ‌تر و گشادتر شدند؛ سوراخ‌های آستین در یونیفورم‌های بسکتبال زنان همچنان کوچکتر از مردان باقی ماند، اما به اندازه‌ای وسیع بود که سینه‌بند ورزشی بازیکنان را نمایان کند.

#### جوراب با آستین

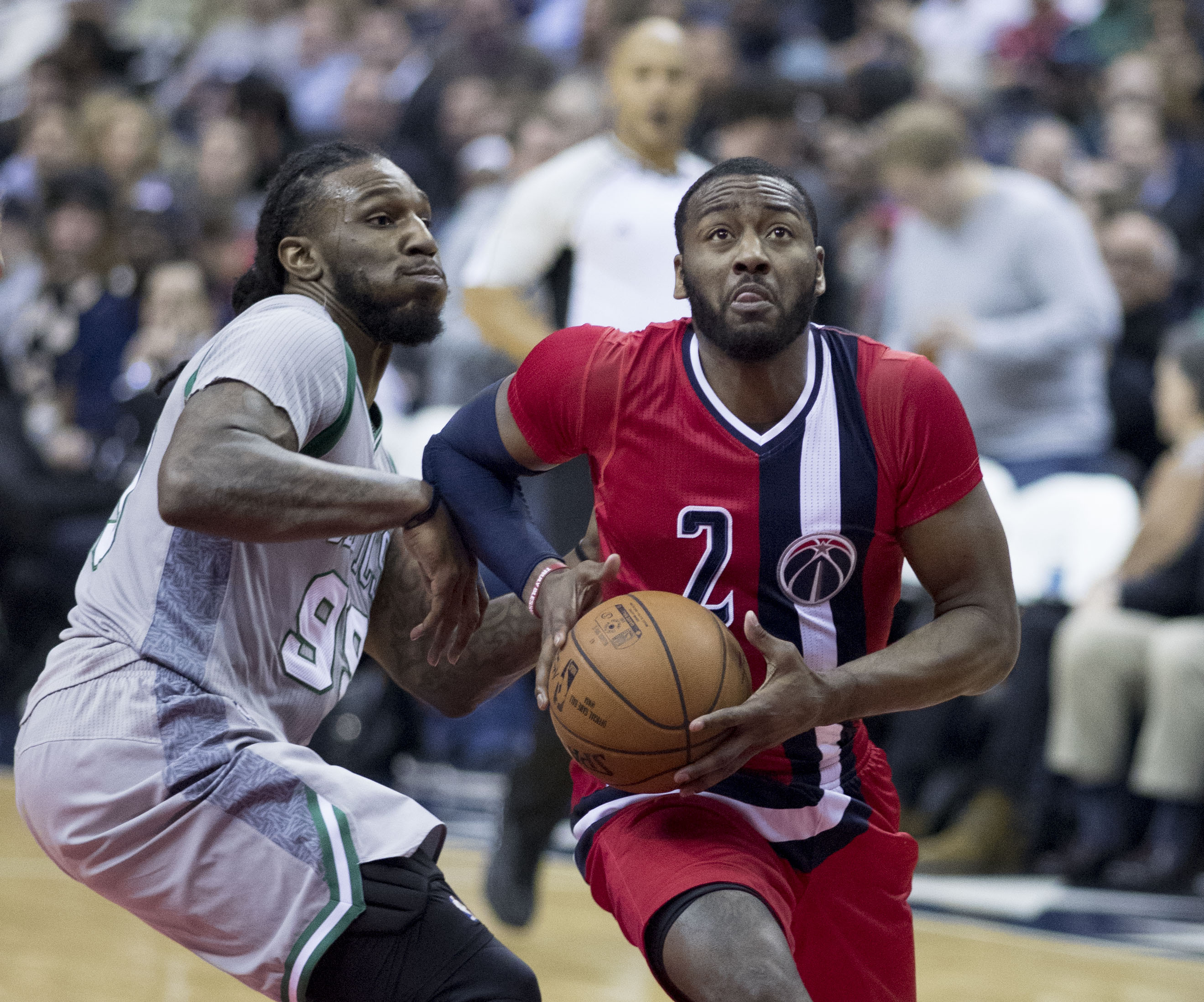
جِی کراودر و جان وال با جوراب‌های جدید با آستین

برای بازی‌های روز کریسمس سال ۲۰۱۳، NBA و شریک لباس آن آدیداس یک جوراب جدید با آستین را با لوگوهای بزرگ تیم و NBA در جلو معرفی کردند. بازاریابان یونیفورم‌های جدید دریافتند که طرفداران تمایل ندارند جوراب‌های بدون آستین را در زندگی روزمره خود بپوشند و امیدوار بودند که جوراب‌های جدید با آستین برای استفاده روزمره محبوب‌تر باشد. با این حال، همچنین «راز چندان پنهانی نبود که NBA قصد داشت تبلیغات یونیفورم را در سال‌های پس از معرفی جوراب‌های با آستین پیاده‌سازی کند» زیرا «آستین‌ها فضای بیشتری برای اضافه کردن لوگوهای شرکتی به یونیفورم‌ها فراهم می‌کند» مشابه فوتبال (soccer). پس از پایان قرارداد لیگ با آدیداس و امضای قرارداد جدید با نایک به عنوان شریک لباس جدید، جوراب‌های با آستین ادامه پیدا نکرد.

### کفش‌ها
در سال ۱۹۰۳، کفش بسکتبال ویژه‌ای با فنجان‌های مکش برای جلوگیری از لغزش به یونیفورم رسمی بسکتبال اضافه شد که در کاتالوگ اسپالدینگ نمایش داده شده بود. در طول دهه‌ها، برندها و سبک‌های مختلفی به عنوان کفش بسکتبال محبوب بودند: چاک تیلور آل استارز و کدز در دهه‌های ۱۹۶۰ و ۱۹۷۰؛ کفش‌های چرمی ادیداس و نایک در اواخر دهه ۱۹۷۰ و ۱۹۸۰؛ و ایر جردن‌ها در دهه ۱۹۹۰.

### لوازم جانبی
در دهه ۱۹۷۰، اسلیک واتس و بیل والتون شروع به استفاده از هدبندها کردند که به زودی در میان سایر بازیکنان محبوب شد. ریک باری دستبندها را رواج داد و سایر بازیکنان به سرعت تغییراتی در آن‌ها ایجاد کردند، مانند بندهایی که ساعد یا بازوها را می‌پوشاندند. این لوازم به منظور پاک کردن عرق یا به عنوان بیانیه‌های مد پوشیده می‌شدند. در سال ۲۰۰۱، آلن آیوودسن آستین را محبوب کرد که در ابتدا برای کمک به بورسیت در آرنج راستش استفاده می‌شد.

### زنان
در قرن نوزدهم، آنچه زنان می‌پوشیدند تحت کنترل مردان بود. هنگامی که زنان بازی می‌کردند، دامن‌های پشمی تا زمین می‌پوشیدند. در دهه ۲۰ میلادی، نسخه کوتاه‌تری از دامن‌های پشمی معرفی شد. در دهه ۳۰ میلادی، حرکت به سمت شلوارک‌های گشاد و دکمه‌دار آغاز شد. دهه‌های ۴۰ و ۵۰ میلادی، تغییرات بزرگ و اساسی را در یونیفورم‌های زنان به همراه داشت.
با ارزان‌تر شدن تولید، یونیفورم‌های پشمی با یونیفورم‌های عملی‌تر از جنس پلی‌استر و نایلون جایگزین شدند. در این زمان، شلوارک‌های ساتن با کمربند نیز به تدریج مورد استفاده قرار گرفتند.
با ورود به دهه ۶۰ میلادی، دامن‌ها به تدریج ناپدید شدند و شلوارک‌های با کمربند الاستیک معرفی شدند. از سال ۱۹۸۰ تا کنون، یونیفورم‌های زنان به‌طور کامل مشابه یونیفورم‌های مردان شده‌اند. آن‌ها شروع به پوشیدن شلوارک‌های گشاد و بلند کردند و دامن‌ها به‌طور کامل حذف شدند.